# مروشكان (توجردي)
مروشکان (بالفارسية: مروشکان) هي قرية تقع في إيران في قسم توجردي الريفي. يقدر عدد سكانها بـ 1,361 نسمة .